# International Superstar Soccer
International Superstar Soccer (skraćeno:ISS) prva je igra u istoimenom serijalu videoigara. Proizvođač je Konami Computer Entertainment Osaka, a izdavač Konami. ISS je izašao 1994. u Japanu, a 1995. u SAD-u i proizvodio se samo za Super Nintendo.

## Momčadi
ISS je imao ukupno 41 nacionalnih momčadi, od kojih je većina sudjelovala na Svjetskom nogometnom prvenstvu 1994.
Na prvom ISS-u su se nalazile sljedeće reprezentacije:
- Italija
- Njemačka
- Južna Koreja
- Japan
- Irak
- Saudijska Arabija
- Sjeverna Koreja
- Iran
- Kamerun
- Maroko
- Nigerija
- Gana
- Libija
- SAD
- Haiti
- Jamajka
- Panama
- Meksiko
- Kolumbija
- Paragvaj
- Ekvador
- Brazil
- Urugvaj
- Peru
- Argentina
- Čile
- Rusija
- Bugarska
- Rumunjska
- Švicarska
- Austrija
- Belgija
- Irska
- Norveška
- Švedska
- Danska
- Francuska
- Portugal
- Wales
- Škotska
- Engleska
- Španjolska
- Nizozemska